# Đoàn Tư Lương
Đoàn Tư Lương (段思良, ?-951) hay Đoàn Tư Trụ (段思胄) là một vị vua thứ 3 của nước Đại Lý từ năm 945 đến năm 951. Ông là đệ của Đoàn Tư Bình. Sau khi mất, ông được tôn thụy là Thánh Từ Văn Vũ hoàng đế, miếu hiệu là Thái Tông.